# Zum gelben Adler

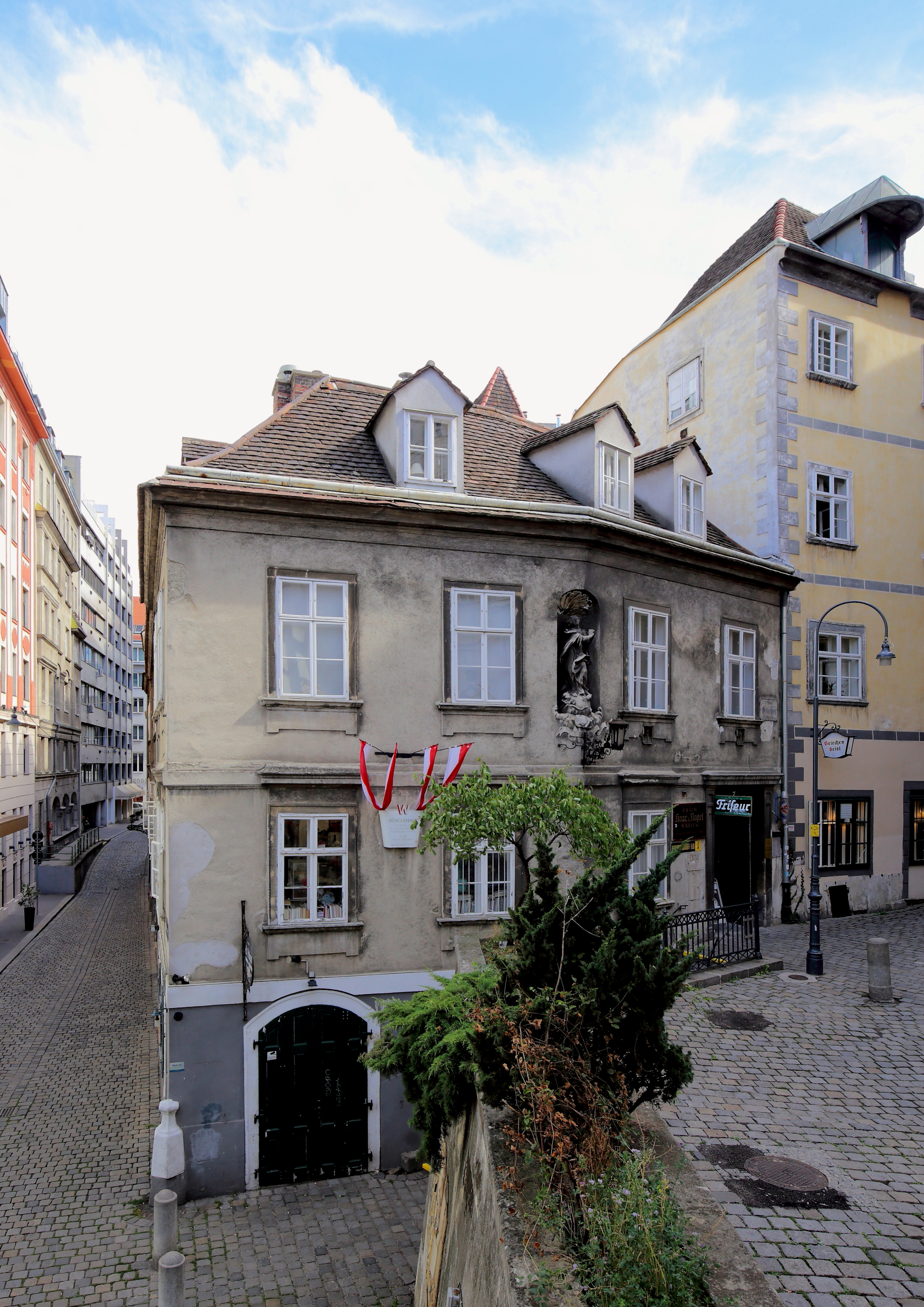
Zum gelben Adler, obere Etagen

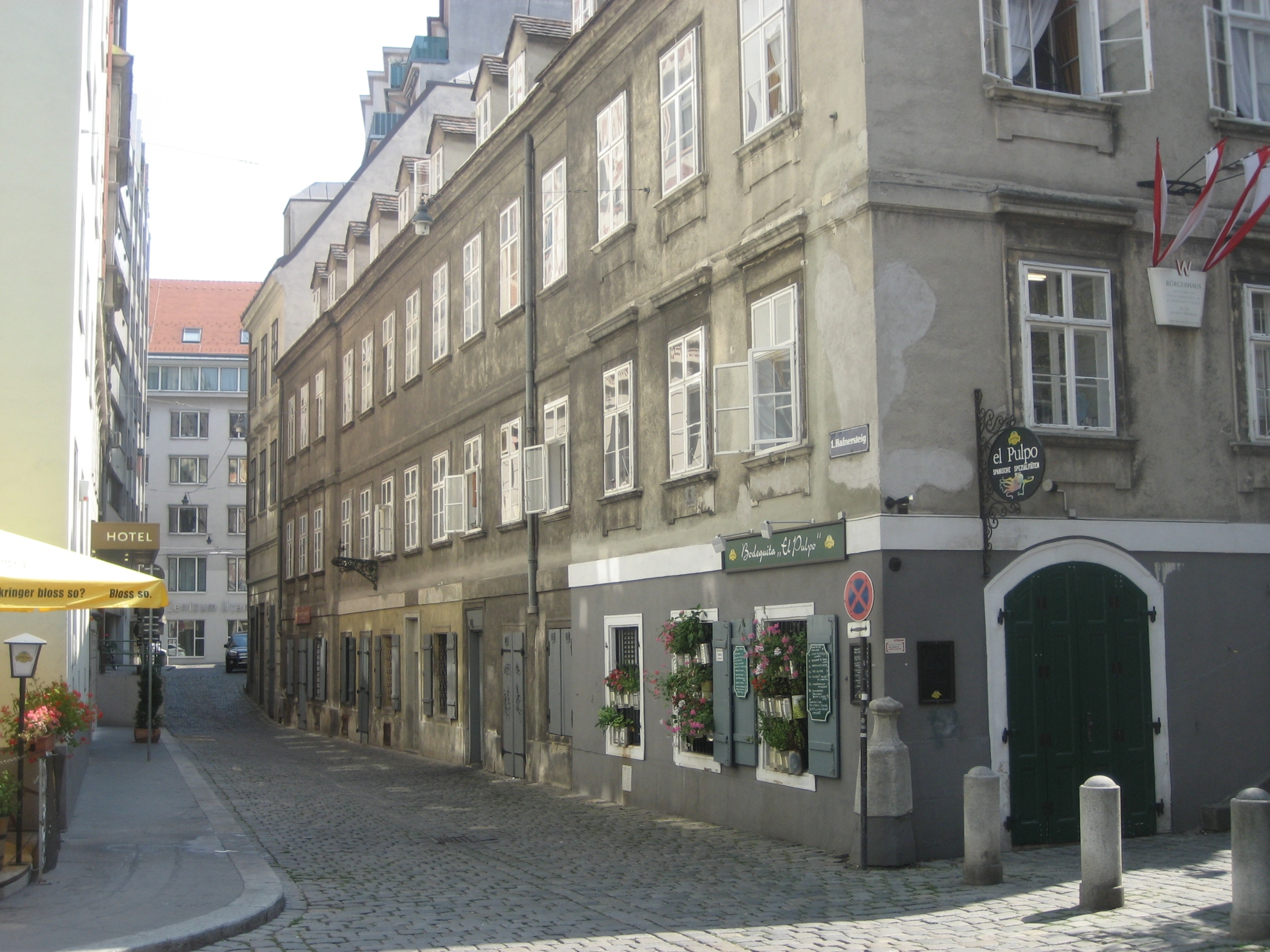
Zum gelben Adler, hafnersteigseitig

Zum gelben Adler ist ein ehemaliges Wirtshaus an der Ecke Hafnersteig und Griechengasse im 1. Wiener Gemeindebezirk Innere Stadt. Das heute als Wohnhaus genutzte Gebäude steht unter Denkmalschutz.

## Architektur
Das barocke Eckhaus aus dem 17. Jahrhundert erhielt in der zweiten Hälfte des 18. Jahrhunderts eine Neufassadierung. Zum Hafnersteig hin ist es dreigeschoßig und zur Griechengasse zweigeschoßig. Im tiefer liegenden Hafnersteig, wo Hafner ihr Gebiet hatten, war eine Anlegestelle zum Donaukanal, wo von im Griechenviertel sesshaft gewesenen griechischen (levantinischen) Kaufleuten Handel betrieben wurde, weshalb 1862 die Verbindungsgasse zum Fleischmarkt als Griechengasse benannt wurde.
Die Fassade mit flachen Seitenrisaliten besitzt noch die früher üblichen Kastenfenster, Türläden und Vergitterungen. Schräg über dem Portal in der Griechengasse befindet sich in einer Rundnische mit Muscheldekor eine Maria Immaculate-Skulptur und unterhalb der Nische eine Rokokolaterne, die die steile Verbindungsstiege zwischen Hafnersteig und Griechengasse ausleuchtet. Das Erdgeschoß ist mit kreuzgratgewölbter Decke errichtet. Im Foyer mit originalem Steinplattenboden steht ein Steintrogbrunnen mit Löwenkopfausguss und Schwengel. Im Hof ist eine Zweipfeilerstiege und eine Wendeltreppe und ein über einen Schwibbogen verbundener gotischer Wohnturm, welcher dem Haus Griechengasse 9, dem Griechenbeisl, zugehörig ist.